# Alfonso Cortina
Alfonso Cortina de Alcocer (* 13. März 1944 in Madrid; † 6. April 2020 in Toledo) war ein spanischer Manager.

## Leben
Alfonso Cortina war der Enkel des früheren Madrider Bürgermeisters Alberto Alcocer y Ribacoba und Sohn des ehemaligen Außenminister Spaniens Pedro Cortina Mauri. Sein jüngerer Bruder war der Geschäftsmann Alberto Cortina. Er studierte Industrial Engineering an der Polytechnischen Universität Madrid und Wirtschaftswissenschaften an der Universität Complutense Madrid.
Von 1968 bis 1984 arbeitete er in unterschiedlichen leitenden Funktionen bei der Banco Bilbao Vizcaya Argentaria und der Banco Hispano Americano. 1984 wurde er Vizepräsident bei der Banco Hispano Hipotecario und ab 1985 war er Präsident des Immobilienunternehmens Sociedad de tasación. Bis 1996 war er Vorsitzender der Delegiertenkommission von Portland Valderrivas, S.A. Zum Vorstandsvorsitzenden des spanischen Erdölkonzerns Repsol wurde er 1996 gewählt. Sein Nachfolger wurde 2004 Antonio Brufau.
Nachdem er 1993 eine Farm erworben hatte, baute er diese zu einem Weingut um und widmete sich nach seinem Abschied aus der Geschäftswelt der Bewirtschaftung des Gutes.
Am 6. April 2020 verstarb Cortina im Alter von 76 Jahren während der COVID-19-Pandemie in Spanien an den Folgen einer SARS-CoV-2-Infektion.